# Scott Burrell
Scott David Burrell (New Haven, 12 gennaio 1971) è un ex cestista e allenatore di pallacanestro statunitense, professionista nella NBA.

## Carriera
Dopo aver frequentato la Hamden High School di Hamden (Connecticut) ha giocato a livello di college alla University of Connecticut prima di essere scelto nel draft NBA 1993 al primo giro con il numero 20 dagli Charlotte Hornets. Dopo la carriera nella NBA, ha giocato in altre leghe professionistiche, soprattutto asiatiche.

## Statistiche

### College
| Anno      | Squadra       | PG  | PT | MP   | TC%  | 3P%  | TL%  | RP  | AP  | PRP | SP  | PP   |
| --------- | ------------- | --- | -- | ---- | ---- | ---- | ---- | --- | --- | --- | --- | ---- |
| 1989-1990 | UConn Huskies | 32  | 20 | 25,8 | 38,6 | 31,3 | 62,3 | 5,5 | 1,8 | 1,9 | 0,9 | 8,2  |
| 1990-1991 | UConn Huskies | 31  | 31 | 34,7 | 44,0 | 34,3 | 59,2 | 7,5 | 3,1 | 3,6 | 1,3 | 12,7 |
| 1991-1992 | UConn Huskies | 30  | 30 | 35,3 | 45,3 | 39,6 | 61,1 | 6,1 | 2,9 | 2,5 | 1,0 | 16,3 |
| 1992-1993 | UConn Huskies | 26  | -  | 33,1 | 41,1 | 34,5 | 76,0 | 6,0 | 2,1 | 2,4 | 1,1 | 16,1 |
| Carriera  | Carriera      | 119 | 81 | 32,1 | 42,6 | 35,7 | 64,0 | 6,3 | 2,5 | 2,6 | 1,1 | 13,1 |

### NBA

#### Regular Season
| Anno       | Squadra           | PG  | PT  | MP   | TC%  | 3P%  | TL%  | RP  | AP  | PRP | SP  | PP   |
| ---------- | ----------------- | --- | --- | ---- | ---- | ---- | ---- | --- | --- | --- | --- | ---- |
| 1993-1994  | Charlotte Hornets | 51  | 16  | 15,0 | 41,9 | 33,3 | 65,7 | 2,6 | 1,2 | 0,7 | 0,3 | 4,8  |
| 1994-1995  | Charlotte Hornets | 65  | 62  | 31,0 | 46,7 | 40,9 | 69,4 | 5,7 | 2,5 | 1,2 | 0,6 | 11,5 |
| 1995-1996  | Charlotte Hornets | 20  | 20  | 34,7 | 44,7 | 37,8 | 75,0 | 4,9 | 2,4 | 1,4 | 0,7 | 13,2 |
| 1996-1997  | Charlotte Hornets | 28  | 2   | 17,2 | 34,4 | 34,5 | 79,2 | 2,8 | 1,4 | 0,5 | 0,4 | 5,4  |
| 1996-1997  | G.S. Warriors     | 29  | 0   | 15,8 | 37,9 | 36,1 | 65,2 | 2,7 | 1,2 | 0,5 | 0,3 | 4,9  |
| 1997-1998† | Chicago Bulls     | 80  | 3   | 13,7 | 42,4 | 35,4 | 73,4 | 2,5 | 0,8 | 0,8 | 0,5 | 5,2  |
| 1998-1999  | N.J. Nets         | 32  | 10  | 22,1 | 36,1 | 38,9 | 81,0 | 3,7 | 1,4 | 1,3 | 0,3 | 6,6  |
| 1999-2000  | N.J. Nets         | 74  | 9   | 18,1 | 39,4 | 35,3 | 78,0 | 3,5 | 1,0 | 0,9 | 0,6 | 6,1  |
| 2000-2001  | Charlotte Hornets | 4   | 0   | 10,3 | 46,7 | 33,3 | 25,0 | 0,8 | 0,3 | 0,8 | 0,0 | 4,3  |
| Carriera   | Carriera          | 383 | 122 | 19,8 | 41,8 | 37,3 | 72,3 | 3,5 | 1,4 | 0,9 | 0,5 | 6,9  |

#### Playoffs
| Anno     | Squadra           | PG | PT | MP   | TC%  | 3P%  | TL%  | RP  | AP  | PRP | SP  | PP  |
| -------- | ----------------- | -- | -- | ---- | ---- | ---- | ---- | --- | --- | --- | --- | --- |
| 1998†    | Chicago Bulls     | 21 | 0  | 12,4 | 43,8 | 30,0 | 90,9 | 2,0 | 0,5 | 0,9 | 0,1 | 3,8 |
| 2001     | Charlotte Hornets | 2  | 0  | 6,0  | 66,7 | 0,0  | 50,0 | 1,5 | 0,5 | 1,0 | 0,0 | 2,5 |
| Carriera | Carriera          | 23 | 0  | 11,9 | 44,7 | 28,6 | 84,6 | 2,0 | 0,5 | 0,9 | 0,1 | 3,7 |

## Palmarès
- Campionato NBA: 1

Chicago Bulls: 1998